# Gimnazjum w Świsłoczy

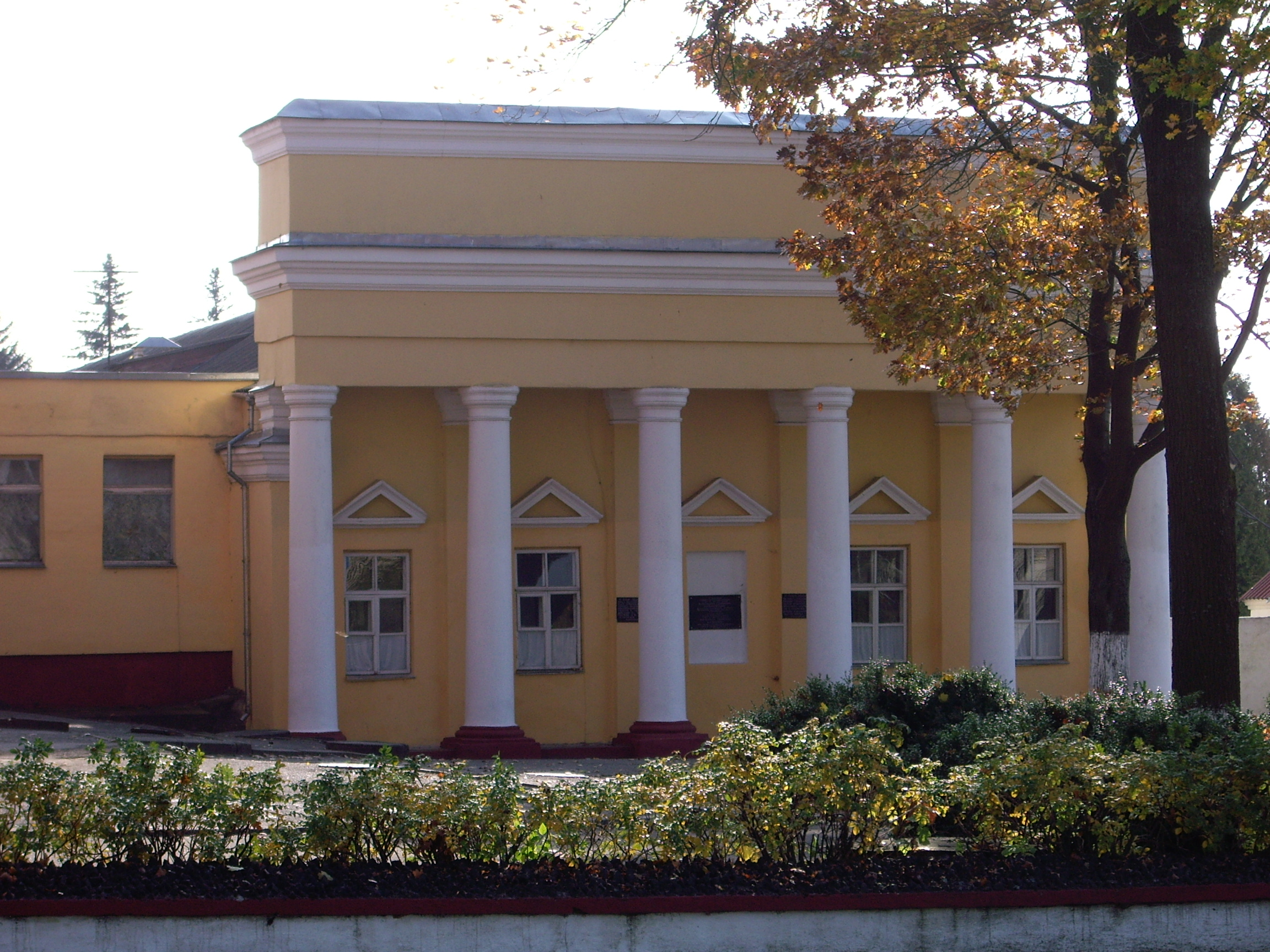

Gimnazjum w Świsłoczy (biał. Гімназія ў Свіслачы) – szkoła średnia z siedzibą w Świsłoczy istniejąca w I połowie XIX wieku.

## Historia

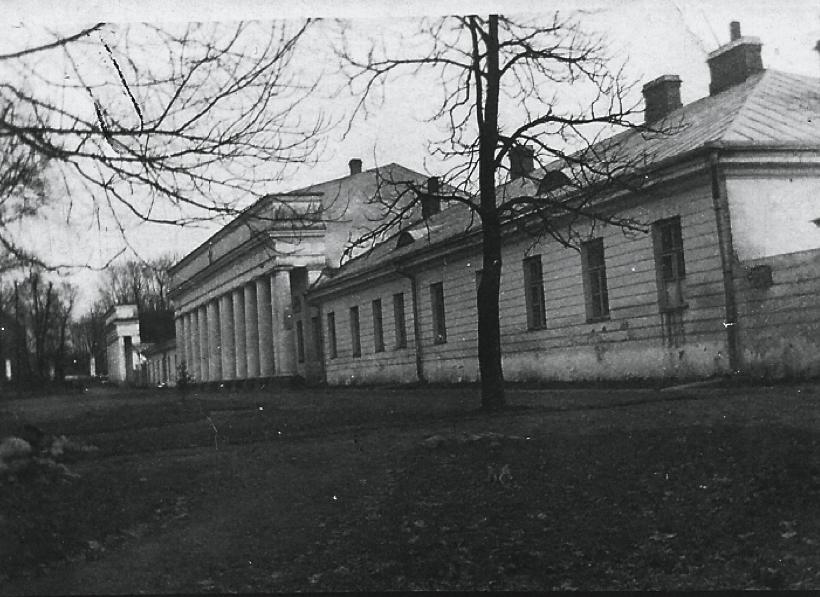
Gmach gimnazjum w czasach II Rzeczypospolitej

Gimnazjum zostało założone w 1806 roku przez właściciela tutejszych dóbr Wincentego Tyszkiewicza. Oprócz biblioteki mieściły się tu salki: fizyczna i mineralogiczna. Nauki w tutejszej szkole średniej pobierali m.in. Wiktor Heltman, Józef Kowalewski, Napoleon Orda, Leon Zienkowicz, Józef Ignacy Kraszewski, Józef Paszkowski, Romuald Traugutt i Konstanty Kalinowski. W 1819 roku w gmachu gimnazjum założono Towarzystwo Przyjaciół Nauk. W 1831 roku placówka została upaństwowiona przez rząd rosyjski, a w 1851 męskie gimnazjum klasyczne przeniesiono do Szawli. 
W latach 1851–1864 funkcjonowała jako zwyczajna szkoła pięcioklasowa. Od 1876 do 1921 roku budynek mieścił ludowe seminarium nauczycielskie. 
W 1923 roku odsłonięto na ścianie gimnazjum tablicę pamiątkową poświęconą Romualdowi Trauguttowi. W okresie II Rzeczypospolitej przed budynkiem byłego gimnazjum umieszczono w 1928 roku pomnik Traugutta, zniszczony przez sowietów w 1940 roku, postawiony ponownie po 1990 roku.
W czasach Białoruskiej SRR w budynku dawnego gimnazjum ulokowano szpital.